# Tulipa thianschanica
Tulipa thianschanica är en liljeväxtart som beskrevs av Eduard August von Regel. Tulipa thianschanica ingår i släktet tulpaner, och familjen liljeväxter. Inga underarter finns listade.